# God dokumentationspraksis
 For alternative betydninger, se GDP.
God dokumentationspraksis (engelsk Good documentation practice, ofte forkortet GDP, men også GDocP for at adskiller det fra "god distributionspraksis" der også forkortes GDP) er en term inden for farmaceutisk industri og medicinsk udstyr, der beskriver standarderne for, hvordan dokumenter bliver skabt og vedligeholdt. Mens nogle standarder inden for GDP / GDocP er kodicificerede af forskellige myndigheder, mens andre ikke er, men bliver betragtet som cGMP (med vægt på "c", eller "current").
Nogle myndigheder udgiver eller vedtager retningslinjer, og de kan inkludere ikke-kodicerede GDP-forventninger. Selvom det ikke nødvendigvis er lov, så vil myndigheder forvente og inspicere op imod disse retningslinjer udover de lovmæssige krav, og de vil give kommentarer eller observationer, hvis der findes afvigelser.
Inden for de senere år er anvendelsen af GDP blev udvidet til også at omfatte industrier som kosmetik, hjælpestoffer, ingredienser og fødevarer.

## GDP-standarder

### Skabelse af dokumentation
- Samtidig med den begivenhed de beskriver[1][2][3][4]
- Ikke håndskrevet (bortset fra håndskrevne noter på dokumentationen)[1]
- Dokumentationen kontrolleres for at være nøjagtig, når den fremstilles elektronisk[1]
- Fri for fejl[2][5]
- For nogle typer data anbefales det, at records er i et format, der gør det muligt at evaluere trends idata[6]

### Godkendelse af dokumentation
- Godkendt, underskrevet og dateret af passende autoriseret personale [1][4][7]

### Håndskrevne noter
- Der er passende plads til forventede håndskrevne noter[1][3]
- Håndskrevne noter er skrevet med vandfast blæk[1][3][4]
- Fejl (f.eks. stavefejl, forkerte noter osv.) bliver rettet og årsagen til rettelsen dokumenteret
- Kritiske noter skal kontrolleres uafhængigt (dobbeltkontrol)[1][7]
- Ingen felter bliver er uudfyldte - hvis det er nødvendigt skal det markeres det ved at feltet krydses over, udfyldes med "N/A" (not applicable) eller lign.
- Gentagelsestegn eller linjer der markerer at samme tekst gentages er ikke accepteret[8]
- Kvajeblæk må ikke bruges til at rette fejl
- Et stempel som håndskreven signatur accepteres ikke

### Kopier
- Tydelige og læsbare[1][3][9]
- Fejl bliver ikke introduceret[1][3][7]

### Vedligeholdelse
- Reviewes regelmæssigt og holdes i opdateret version[1][5]
- Beholdes og er tilgængelig i en passende tidsperiode[1][5][6][7][9]
- Elektroniske dokumenthåndteringssystemer er validerede[5]
- Der bliver lavet sikkerhedskopi af elektroniske records[1][5]

### Ændringer
- Håndskrevne ændringer bliver signeret og dateret[1][2][3][4]
- Ændret tekst bliver ikke skjult (dvs. ingen brug af kvajeblæk)[1][2][3][4]
- Når det er passende skal årsagen til ændringen noteres[1][2][3][7]
- Der eksisterer kontroller til at forhindre utilsigtet brug af tidligere versioner og erstattede dokumenter[1][3][9]
- Elektroniske version kan kun ændres af autoriseret personale[1][2]
- Adgang til elektroniske version skal kontrolleres af et kodeord eller på anden vis[1]
- En historie (audit trail) skal opretholdes og vedligeholdes for ændringer og sletninger[1][2][4][5]
- Støtte- og hjælpedokumenter kan tilføjes til det originale dokument som bilag. Vedhæftede dokumenter skal refereres mindst én gang i det originale dokument. Ideelt set skal hver side af den vedhæftede fil være klart markeret for at gøre den nemt at identificere (dvs. med "bilag X", "Side X af Y", signeret og dateret af personen, der har vedlagt den osv.)